# Інцидент під час здачі в полон у Макіївці
Інцидент під час здачі в полон у Макіївці — випадок здачі в полон під час російського вторгнення до України у 2022 році у селі Макіївка Луганської області. На відео видно як щонайменше десять російських солдатів здаються в полон щонайменше чотирьом українським солдатам. Російські солдати один за одним виходять із флігеля і лягають обличчям униз на землю. Українські солдати «виглядають розслабленими» з гвинтівками, спрямованими донизу. Потім раптово з'являється ще один російський солдат і раптово відкриває вогонь по українцям, заставши їх зненацька, що є військовим злочином віроломства. Далі відео обривається, а наприкінці видно пораненого українського солдата. На іншому відео на кадрах видно близько 12 загиблих, що лежали на тих же місцях, що й на першому відео. Момент загибелі не був знятий. Коли та хто знімав кадри, невідомо.
Перше свідчення загибелі російських військовослужбовців з'явилося в мережі 12 листопада 2022. Відеозаписи інциденту, попри заяви офіційних представників РФ, не містять жодних деталей, які дозволяють кваліфікувати вбивство як страту чи військовий злочин.[⇨]

## Ситуація
Це сталося не пізніше 12 листопада в селі Макіївка, яке на той момент перебувало під окупацією російських військ. Інцидент був зображений на двох відеозаписах. На одному з них знято процес взяття в полон російських військових: у дворі будинку лежать 6 російських солдатів, ще 4 виходять із піднятими руками. Коли виходив 11 військовослужбовець ЗС РФ, він раптово навів зброю на українських солдатів та відкрив вогонь. На наступних кадрах видно пораненого українського військового. На другому відео, знятому з дрона, видно поранені тіла військових, що лежать на землі. Російський військовий, який стріляв у військовослужбовців ЗСУ, лежить на тому самому місці, звідки він відкрив вогонь. Команда BBC Reality Check зазначила, що «пози російських солдатів, які лежали на землі ще в першому відео, збігаються до та після загибелі». Момент загибелі не був знятий або опублікований. Доктор Рахіні Хаар, медичний радник організації Лікарі за права людини, зазначила, що «російські військові, ймовірно, були вбиті пострілами в голову» .

## Кваліфікація інциденту
Військовим злочином є як вбивство людини, яка склала зброю і здалася в полон, так і фальшива здача в полон. Однак, ґрунтуючись лише на відеозаписах, неможливо встановити, чи було вбивство російських військовослужбовців злочинним.
Експерт із кримінального переслідування військових злочинів в Утрехтському університеті Іва Вукусич зазначила, що якщо російських полонених не встигли перевірити, українські військові не могли знати, чи вони озброєні, навіть якщо ті лежали на землі. При цьому Вукусич вказала на те, що дії російського військового, який відкрив вогонь і порушив таким чином Женевську конвенцію, також мають вирішальне значення, оскільки полонені могли б вижити, не почни він стрілянину.
Уповноважений Верховної Ради України з прав людини Дмитро Лубинець припустив, що через інсценування здачі в полон російські військовослужбовці не можуть вважатися військовополоненими, і росіяни скоїли військовий злочин.

### Політичний контекст
Після того, як інцидент набув розголосу 18 листопада 2022 року, МЗС РФ гостро акцентували на ньому увагу, звинувачуючи українську сторону в «страті російських військовополонених», характеризуючи загибель російських військовослужбовців як «воєнний злочин».

## Розслідування
18 листопада 2022 року Управління Верховного комісара ООН з прав людини повідомило, що «вивчає відеозаписи з російськими військовополоненими». Офіційні українські представники повідомили про ведення службового розслідування.
Слідчий комітет РФ порушив кримінальну справу за статтями про «вбивство та жорстоке поводження з військовополоненими». Українська прокуратура порушила кримінальну справу за статтею про порушення законів та звичаїв війни щодо вбитих російських військовослужбовців.